# Nový Ruskov
Nový Ruskov este o comună slovacă, aflată în districtul Trebišov din regiunea Košice. Localitatea se află la altitudinea de 128 m deasupra n.m., se întinde pe o suprafață de 11 km2 și în 2017 număra 656 de locuitori.

## Istoric
Localitatea Nový Ruskov este atestată documentar din 1214.

## Demografie
| An:                | 1994 | 2004   | 2014   | 2024   |
| ------------------ | ---- | ------ | ------ | ------ |
| Număr de persoane: | 659  | 637    | 642    | 695    |
| Diferență:         |      | −3,33% | +0,78% | +8,25% |

| An:                | 2023 | 2024   |
| ------------------ | ---- | ------ |
| Număr de persoane: | 683  | 695    |
| Diferență:         |      | +1,75% |